# Хромосомна інверсія

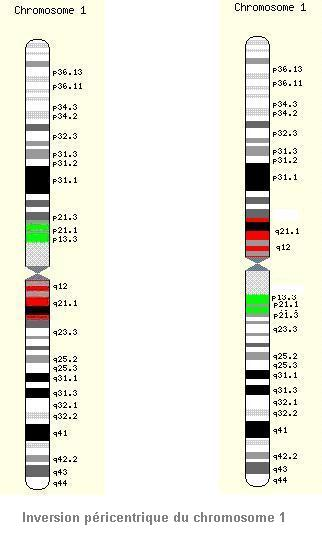
Перицентрична інверсія 1 хромосоми людини.

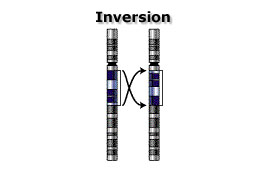
Парацентрична інверсія довгого плеча хромосоми, центромера позначена як чорна перетяжка зверху від сайту інверсії.

Інверсії — хромосомні аберації, пов'язані з поворотом окремих ділянок хромосоми на 180°. Відбуваються в результаті двох розривів в одній хромосомі. Призводять до того, що ділянка займає інвертоване становище.
Класифікують пара-і перицентричні інверсії.
У разі парацентричної інверсії відбуваються два розриви хромосоми, обидва з одного боку від центромери. Ділянка між точками розриву повертається на 180°.
При перицентричній інверсії точки розриву розташовані по обидва боки від центромери.
Є збалансованою перебудовою, але при гаметогенезі утворює незбалансовані гамети. Це відбувається тоді, коли в межах інверсії виникає хіазма і здійснюється кросинговер.
У людини найпоширенішою є інверсія в 9 хромосомі, що не шкодить носієві, хоча існують дані, що у жінок з цією мутацією існує 30% імовірність спонтанного аборту.